# Mujer en el baño (Jan van Eyck)

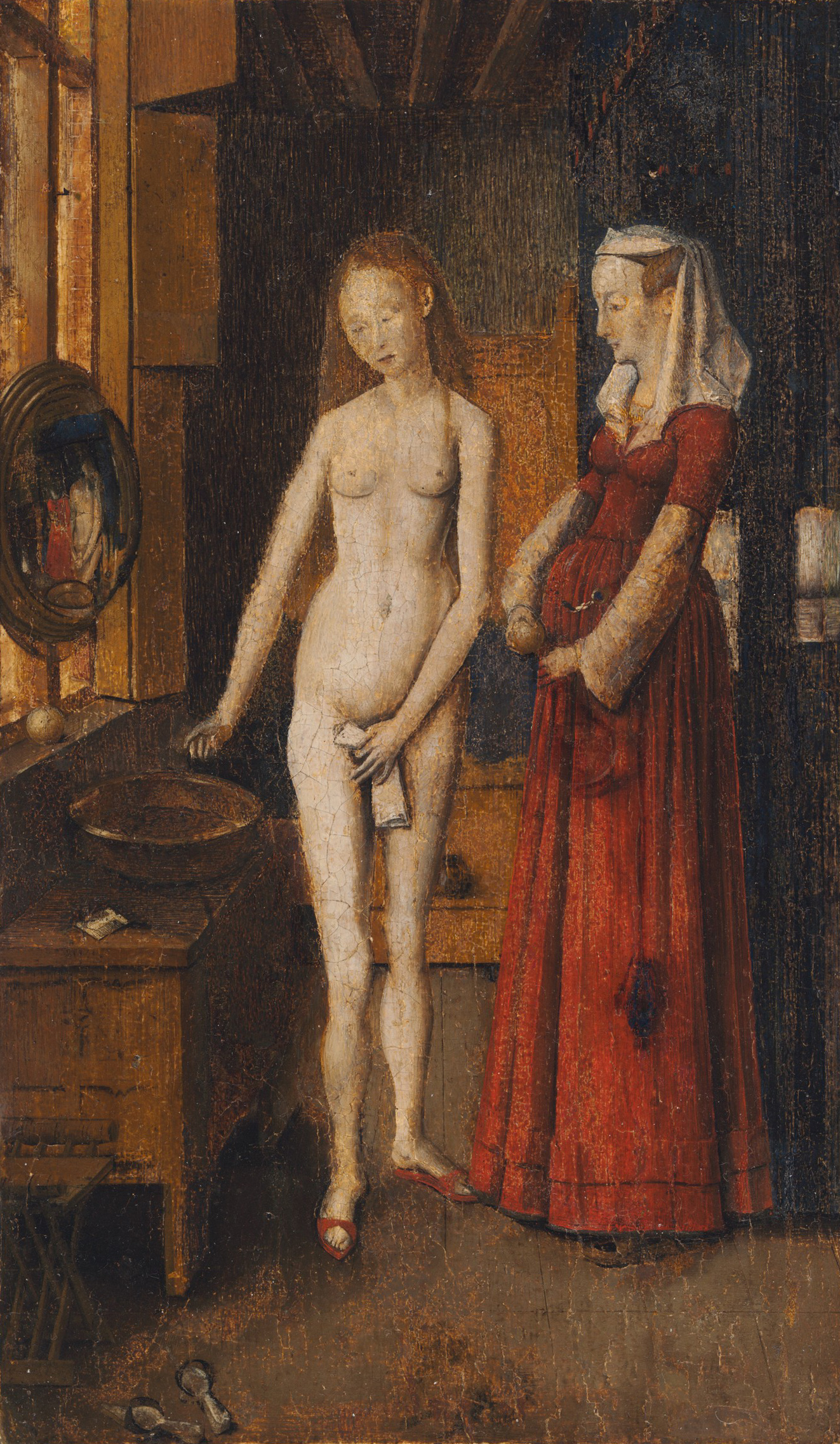
Mujer en el baño, copia temprana del por un desconocido artista holandés, 27,2 x 16,3 cm. Museos del Arte de Harvard/Fogg Museum, MA.

Mujer en el baño (o Mujer en su baño) es una pintura sobre tabla perdida del maestro flamenco temprano Jan van Eyck. El trabajo es hoy conocido a través de dos copias que divergen en aspectos importantes; una en Amberes y otra más notable pero pequeña de hacia c. 1500 en la Universidad de Harvard/Fogg Museum, la cual se conserva en pobre condición.  Es la única obra conocida de van Eyck en retratar un desnudo profano, a pesar de que hay menciones en dos fuentes literarias del siglo XVII de otras tablas ahora perdidas pero igualmente erotizantes de van Eyck.
La atribución de cualquiera de las tablas a un original eyckiano normalmente no es disputado; mientras se puede dudar si cualquiera de las copias fue completada hasta una o dos generaciones después de su prematura muerte en 1441, se acepta que tampoco son una falsificación o una invención. Los historiadores del arte en términos generales consideran probable que ambas fueron copiadas de una sola fuente, esto es, una no es una copia de la otra, y que ambas se originan aproximadamente en el mismo periodo.
El original de van Eyck era increíblemente osado e inusualmente erótico para una pintura de inicios de la década de 1430, cuando probablemente se pintó. Aparte de sus cualidades propias, es interesante para los historiadores del arte debido a las muchas semejanzas de la tabla de Harvard con su famoso retrato doble de 1434 Retrato de Giovanni Arnolfini y su esposa en Londres. Hasta la aparición de la copia del Fogg alrededor de 1969, esta era principalmente conocida por su presencia en una gran pintura de Willem van Haecht de 1628 La Galería de Cornelis van der Geest, una vista de la galería de obras de arte de un coleccionista holandés que contiene muchas otras obras identificables de antiguos maestros. Los historiadores del arte han buscado en vano sustentarlo en una fuente bíblica o clásica; los baños de Susana o Betsabé han sido sugeridos, a pesar de que Judith es a veces vista como una fuente más probable, pero las pistas se aplican solo a la tabla de Amberes, tradicionalmente conocida como "Judith acicalándose".

## Descripción

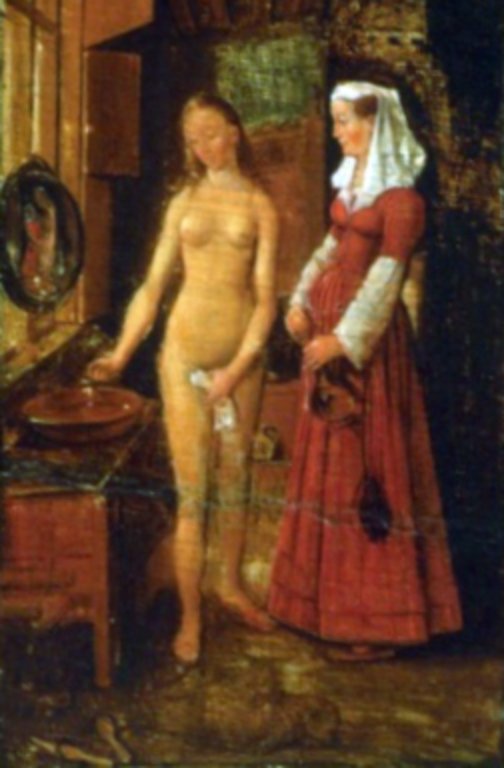
Detalle: Willem van Haecht, Galería de Arte de Cornelis van der Geest, 1628.

Muestra una mujer desnuda que toma un baño de esponja en un interior acompañada por una sirvienta vestida de rojo. La mujer preserva su modestia con un paño que sujeta en su mano izquierda mientras con la derecha escurre la esponja en una jofaina sobre una mesilla. Un espejo convexo cuelga de una barra central sobre la ventana por encima del recipiente, y muestra el reflejo de ambas figuras. En la tradición de tales escenas, el espejo simboliza virtud y pureza, mientras el perro en el centro ante los pies de la mujer – apenas visible en la tabla del Fogg debido a la pérdida de pintura, pero más distinguible en la obra de van der Geest – representa su fidelidad.  Su dormitorio está ricamente detallado; hay una cama de madera a la derecha, una silla plegable alta contra la pared posterior, y las vigas de madera que corren a través del techo. Hay una naranja en el alféizar de la ventana y unos gajos descartados en el piso en la esquina inferior izquierda. 
Otros dos posibles trabajos de van Eyck de este estilo se conocen solo por descripciones. En 1456, el humanista italiano Bartolomeo Facio describió una tabla en la colección de Ottaviano della Carda, un sobrino de Federico de Montefeltro. En la tabla, a veces conocida como Mujer bañándose, la mujer es atendida por una sirvienta anciana cuando emerge de su baño para secarla con una toalla de lino fino que solo deja a la vista su cabeza y pechos. La descripción de Facio incluye detalles de un perro, una lámpara encendida similar a la del Retrato Arnolfini, y un paisaje distante visible a través de una ventana abierta.  Facio menciona el uso innovador de un espejo, que en este trabajo reflejaba la espalda entera de la mujer.

## Retrato Arnolfini

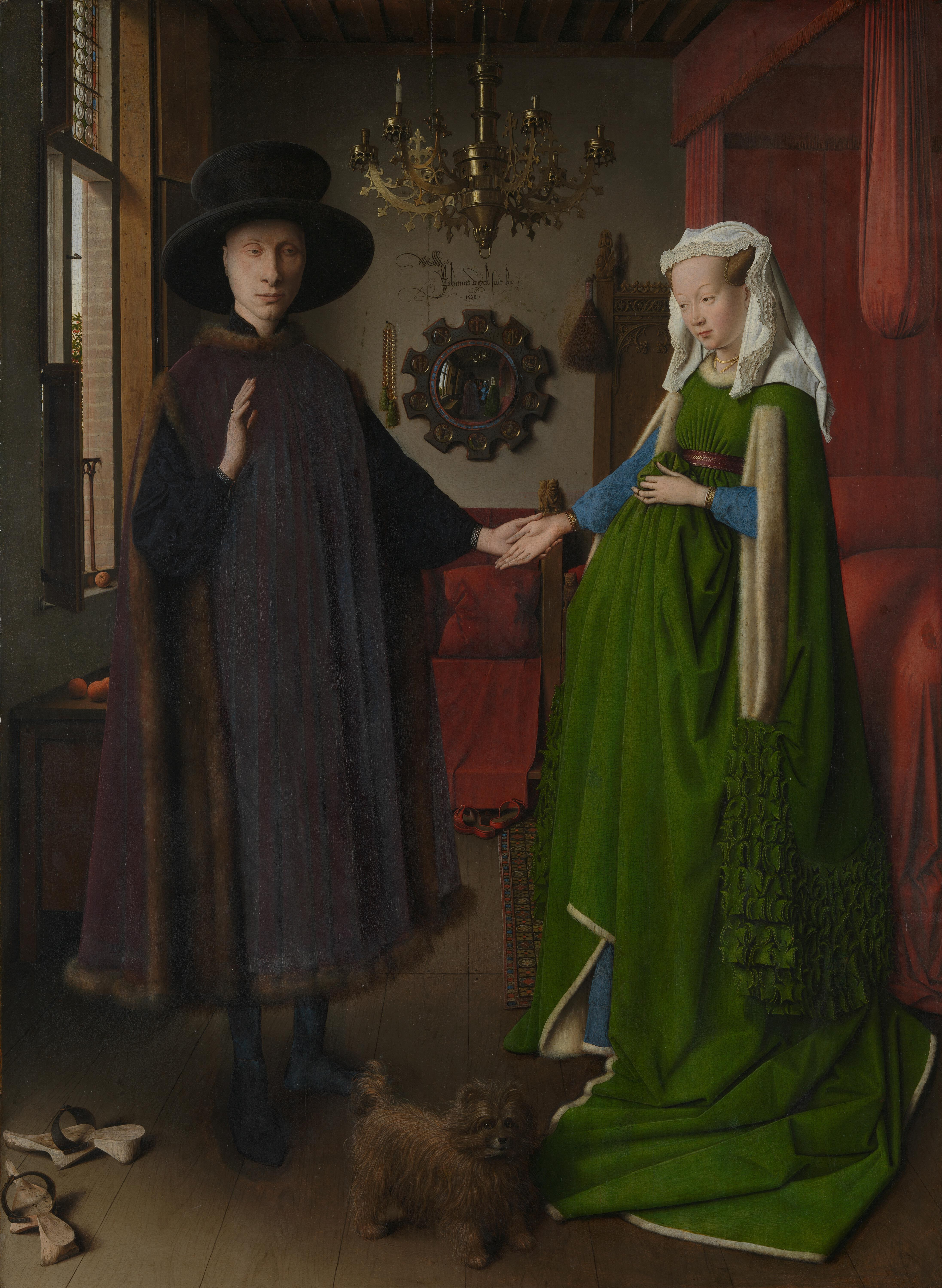
Retrato de Giovanni Arnolfini y su esposa, 1434. Galería nacional, Londres.

Hay muchas semejanzas, especialmente en la tabla del Fogg, con el famoso Retrato de Giovanni Arnolfini y su esposa en Londres. Mientras el anterior es mucho más estrecho y más pequeño con 27,2 cm x 16,3 cm, siendo alrededor de la tercera parte del retrato de Londres (sin marco 82,6 cm x 60 cm). La reproducción de van Haecht está pensada más cercana a la escala real que la tabla Fogg, especialmente dado que los otros trabajos en La Galería de Cornelis van der Geest están en general muy cercanos a los originales que han sobrevivido o se registraron sus dimensiones.   Dado que van Haecht no dio al trabajo una posición especialmente prominente en su pintura propia, es poco probable que exagerara su importancia, por lo que podría deducirse razonablemente que no era mucho más pequeño que esta representación.
Ambas tablas la del Fogg y la de Londres muestran un interior que contiene una cama a la derecha y un perro pequeño en primer plano (probablemente una forma temprana de la raza ahora conocida como Grifón de Bruselas), un espejo y su reflejo, una cómoda lateral y zuecos en el piso, mientras el ángulo del rostro de la sirvienta, su vestido y figura, son muy similares. La historiadora del arte Linda Seidel especula que este fue creado como una tabla acompañante, y que la pareja fue creada como una pintura de compromiso. La tabla de Londres, observa, puede haber sido "pintada para la pared de Giovanna Cenami en la casa del padre donde ella la vería en el tiempo entre su compromiso y el matrimonio ... Quizás ...  la otra mitad erótica puede haber sido dada a su futuro marido como garantía de que estaba prometida a él". Seidel cree que los patrones en la esquina inferior izquierda de la tabla, así como el hecho de que el espejo está inclinado hacia el punto de vista del espectador, refuerzan la idea que un futuro marido era el público al que se dirigía. Ella señala la inusualmente empinada perspectiva, y concluye que la "la mirada controladora de la tabla está alinea[da] con el reflejo en el espejo del cuerpo en cueros de la mujer". A pesar de que las variantes de esta visión se han mantenido mucho tiempo, se complican por el hecho de que las semejanzas solo se aplican a la tabla de Harvard.
Lorne Campbell de la Galería Nacional no está convencido por la conexión funcional. Mientras reconoce las semejanzas entre los trabajos, señala que el retrato Arnolfini no ha sido concluyentemente establecido como retrato de boda, y que incluso si este fuera el caso, es más probable que la tabla de Londres estuviera originalmente cubierta por alas laterales en lugar de ser un solo panel. Refuerza su visión el hecho de que el trabajo perdido difiere en dos aspectos importantes; las cortinas de la cama no son rojas y el espejo no está decorado. Campbell rechaza las semejanzas como "coincidencias", aunque podría argumentarse mejor que el trabajo perdido fue un prototipo o estudio.  Julius S. Held creía que la tabla del Fogg fue creada como cubierta para la pintura de Londres, una idea que se mantuvo firme hasta que Campbell la rechazó en 1988, cuando argumentó que tal pintura era más probable que fuera cubierta por alas que ser una pieza sola, y aún más, que la tabla de Londres con toda probabilidad no representa o conmemora ni un matrimonio ni un compromiso matrimonial. 

## Referencias

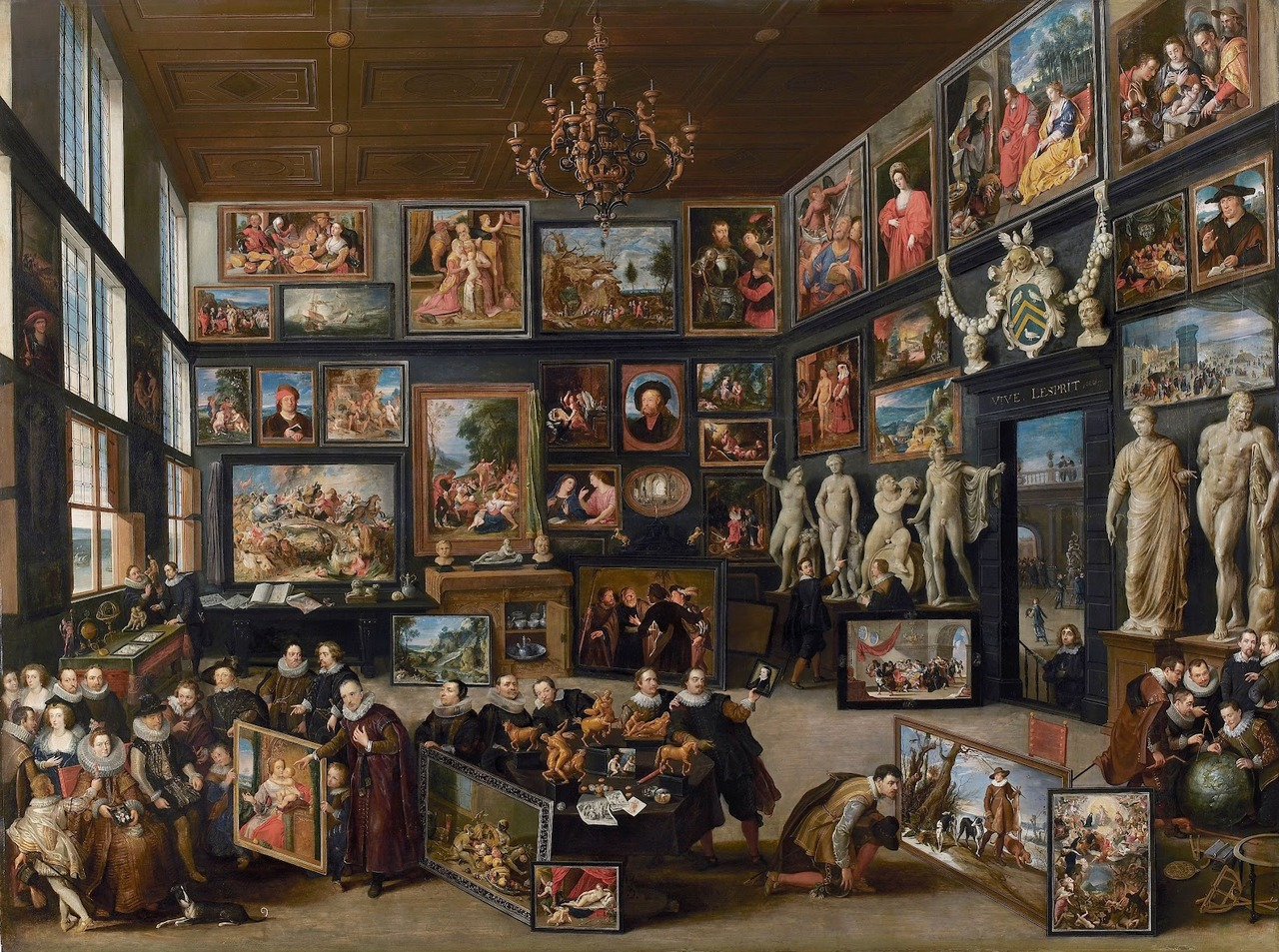
Willem van Haecht - La Galería de Cornelis van der Geest. La Mujer en el baño puede ser vista al fondo a la derecha.